# Dresdner Bank
«Дрезднер банк» (нем. Dresdner Bank), также известный как Дрезденский банк — банковский концерн Германии, существовавший до 10 мая 2009 года. Занимал третье место в Германии по балансовой сумме и численности персонала. С 2009 года «Dresdner Bank» является товарным знаком «Commerzbank». Исчез как название в конце 2010 года.

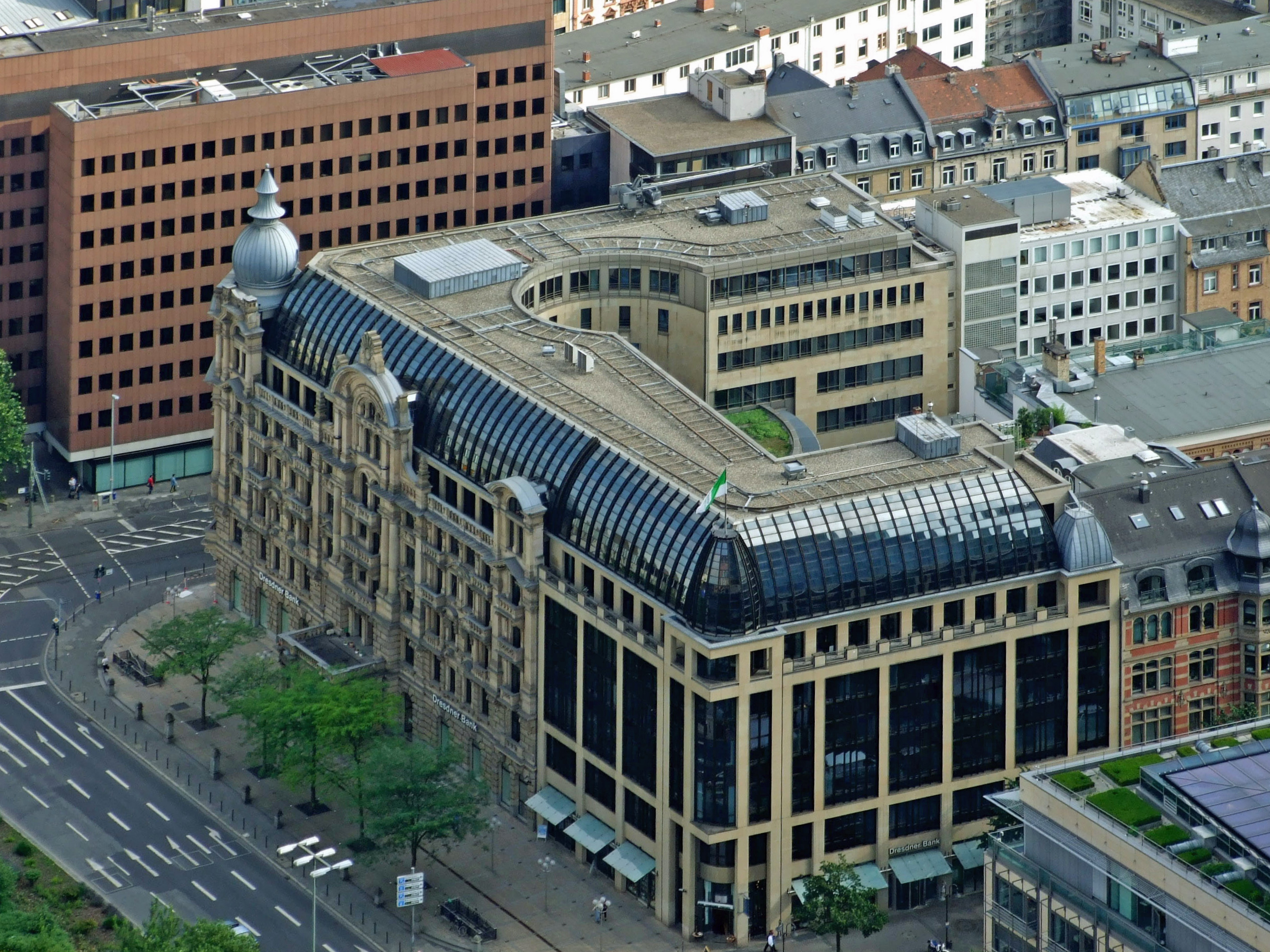

## История
Образован 12 ноября 1872 года в Дрездене с акционерным капиталом 9,6 млн. марок.
В 1884 году главная контора банка переехала в Берлин.
В начале XX века «Дрезднер банк» (в составе консорциума из 14 немецких банков) получил от немецкого правительства концессию в китайской провинции Шаньдун.
Сотрудничество банка с руководством НСДАП началось в 1920-е годы, ещё до прихода нацистов к власти. Директор «Дрезднер банк» Карл Раше встретился с Й. Геббельсом 3 февраля 1926 года.
После начала в 1929 году всемирного экономического кризиса оказался на грани банкротства, но при помощи со стороны руководства Третьего рейха стабилизировал своё положение, а в 1931 году поглотил Дармштадтский банк («Данатбанк»).
После немецкой оккупации и расчленения Чехословакии в марте 1939 года, «Дрезднер банк» установил контроль над заводами «Шкода» в Пльзене, военным заводом «Зброевка» в Брно, металлургическим заводом «Полдина Гуть» в Кладно, бумажными фабриками и банками Словакии. Играл значительную роль в кредитовании Третьего рейха.
В дальнейшем, после начала Второй мировой войны, сотрудничество продолжалось, в оккупированных немцами странах банку передавали банки и промышленные предприятия.
После завершения боевых действий в Польше, в распоряжение «Дрезднер банка» были переданы Коммерческий банк в Кракове, Восточный банк в Познани и расположенные на территории Польши филиалы австрийского Земельного банка.
В Румынии «Дрезднер банк» в 1940 году установил контроль над нефтяной промышленностью.
В Болгарии «Дрезднер банк» поглотил Болгарский торговый банк (Banque Bulgare de Commerce).
Член наблюдательного совета «Дрезднер банк» Ф. Флик одновременно являлся членом правления имперского объединения железа и членом правления имперского объединения угля.
После окончания Второй мировой войны главная контора банка продолжила работу во Франкфурте-на-Майне.
В 1947—1948 гг. на базе филиалов «Дрезднер банк» были созданы 11 банков-преемников (по одному в каждой федеральной земле ФРГ), которые возглавили прежние владельцы. В 1949 году на базе берлинского филиала «Дрезднер банк» был создан торгово-промышленный банк.
В 1952 году вся территория ФРГ была разбита на три банковских района (северный, западный и южный), после чего 11 ранее существовавших банков-преемников «Дрезднер банк» объединили в три коммерческих банка («Rhein-Main Bank AG», «Hamburger Kreditbank AG» и «Rhein-Ruhr Bank AG»), но уже в 1956—1957 годы все три банка вновь объединились в «Dresdner Bank AG». В 1961 году акционерный капитал «Дрезднер банк» составлял 220 млн марок.
В 1970 году банк имел акционерный капитал в размере 400 млн марок и свыше 750 филиалов на территории ФРГ и за границами (в Великобритании, Египте, Испании, Ливане, Турции, Франции, США, Японии).
В 1974 году «Dresdner Bank AG» стал одним из соучредителей «Euro-Latinamerican Bank» (вместе с несколькими другими европейскими и южноамериканскими банками).
30 июня 1977 года председатель правления «Дрезднер банк» Юрген Понто (Jürgen Ponto) был застрелен RAF.
По состоянию на начало 1984 года, являлся вторым по величине частным банком ФРГ (насчитывал 948 отделений и 3 дочерних компании в ФРГ, а также 10 отделений и 31 представительство за рубежом).
После объединения Германии в октябре 1990 года, в начале 1990-х годов «Dresdner Bank AG» являлся самым крупным частным коммерческим банком Германии. К концу 1994 года банк насчитывал 1583 отделений и представительств.
С 2001 года стал частью Allianz Group как центр банковских услуг.
К лету 2002 года «Дрезднер банк» входил в перечень десяти крупнейших контролируемых нерезидентами банков, действовавших на территории Российской Федерации. По состоянию на 1 июля 2002 года, собственный капитал банка составлял 1713 млн. рублей, активы — 7804 млн рублей.
В 2010 году Commerzbank полностью поглотил «Дрезднер банк».

## Состояние
Правление находилось во Франкфурте-на-Майне. Действовал в более чем 70 странах мира.